# Маршанція мінлива
Маршанція мінлива, маршанція звичайна (Marchantia polymorpha) — рід печіночників (печінкових мохів, Marchantiophyta), що в підручниках біології часто розглядається як типовий представник групи.

## Опис
Це дводомна рослина, має плоский попарно розгалужений талом, зазвичай 2-10 см завдовжки та 1-2 см завширшки, росте апікально. Має численні кореневища, з яких гладкі розташовані глибоко в ґрунті, а бульбоподібні — паралельно поверхні. Названа в честь французького ботаніка Н. Маршана.
Її можна побачити на болотах, у лісах, на вологому камінні вздовж річок. За сприятливих умов маршанція розмножується вегетативно (шляхом утворення вивідкових бруньок, котрі накопичуються у вивідкових кошиках на зовнішній поверхні талому). Вода легко змиває такі бруньки і переносить на інше місце, де кожна з них дає початок новому організму. Статеве розмноження супроводжується виникненням чоловічих та жіночих підставок, на яких розвиваються архегонії та антеридії. Після запліднення із зиготи розвивається нестатеве покоління — спорофіт (спорогон) у вигляді коробочки на підставці. Зрілі спори випадають і, проростаючи, дають початок новому організму.

## Використання
Маршанцію раніше використовувався як засіб від захворювань печінки та туберкульозу.
Маршанція виробляє протигрибкові біс-бібензили дигідростильбеноїди плагіохін Е, 13,13'-O-ізопроіліденерикардин D, рикардін Н, маршантин Е, неомархантин А, маршантин А та маршантин В. Останніми роками було доведено, що завдяки вмісту цих речовин маршанція має сильну фунгіцидну дію і тому її можна успішно використовувати для лікування грибків шкіри та нігтів. Повідомляється, що ефект у кілька разів сильніший, ніж у комерційних фунгіцидів.